# Loches
Loches ist eine französische Gemeinde mit 6233 Einwohnern (Stand 1. Januar 2022) im Département Indre-et-Loire in der Region Centre-Val de Loire; sie ist Verwaltungssitz des Arrondissements Loches. Die Einwohner von Loches werden Lochois bzw. Lochoises genannt.
Loches ist eine kleine mittelalterliche Stadt, die von einem der ältesten Donjons Europas überragt wird. Erbauer des Donjons war Fulko III. der Schwarze, Graf von Anjou.

## Geographie
Mit den Gemeinden Beaulieu-lès-Loches, Ferrière-sur-Beaulieu und Perrusson bildet Loches eine kleine Agglomeration von rund zehntausend Einwohnern in der Nähe der Stadt Tours, mit der sie durch den TER verbunden ist.

## Geschichte
Im Zweiten Weltkrieg, als sich Frankreich unter deutscher Besatzung befand, organisierte der Maquis Lecoz von Georges Lecoz (eigentlich Georges Dubosc), ein ehemaliger Militärsanitäter und vorgeblicher Arzt am Krankenhaus von Loches, am 14. Juli 1944  einen patriotischen Aufmarsch. Die Deutschen rückten darauf in den Ort ein und deportierten 64 französische Zivilisten, von denen nur 16 die Lager überlebten. Lecoz entkam. Er war ein 1903 geborener Berufskrimineller mit langem Strafregister, der sich den Nazis anschloss. Nachdem er diese bestohlen hatte, gab er vor, ein Résistance-Kämpfer zu sein, wobei sich seine Aktivitäten ausschließlich am Ziel orientierten, andere Kollaborateure oder Résistance-Kämpfer zu berauben und zu töten. Er griff nur sehr selten die Besatzer an, lieber wählte er seine Opfer nach ihrem Vermögen.
Am 16. August 1944 zogen sich die Deutschen nach Tours zurück. Lecoz errichtete am 17. August eine Willkürherrschaft. Er ließ Kollaborateure oder einfache Verdächtigte nach Gutdünken töten, nahm Gefangene und beging sexuellen Missbrauch an Frauen, die er auf seinen Hauptsitz in Chanceaux-près-Loches verschleppte. Lecoz stolzierte indes hoch zu Ross in Loches herum, Pferd und Reitzeug hatte er einem seiner Opfer gestohlen. Die Bevölkerung erkannte, dass sie einem Betrüger und gewöhnlichen Verbrecher zugejubelt hatte. Einige junge Leute hatten sich ihm in gutem Glauben angeschlossen. Am 20. August 1944 kamen die Deutschen zurück, diesmal mit der SS. Erneut flüchtete Lecoz. Da die Alliierten im Anzug waren, mussten sie Loches räumen, das am 3. September 1944 befreit wurde. Das Kommando der echten Résistance nahm Lecoz am 22. Oktober 1944 fest. Am 16. Oktober 1945 begann am Militärgericht in Angers der Prozess. Er wurde zum Tode verurteilt und hingerichtet.

## Bevölkerungsentwicklung
| Jahr                       | 1962 | 1968 | 1975 | 1982 | 1990 | 1999 | 2010 | 2018 |
| Einwohner                  | 5902 | 6359 | 6738 | 6772 | 6544 | 6328 | 6507 | 6232 |
| Quellen: Cassini und INSEE |      |      |      |      |      |      |      |      |

## Wirtschaft
Die lokale Wirtschaft hängt heute stark am Tourismus – der Ort ist insbesondere bei Briten beliebt, die ihn in Verbindung mit der Geschichte des Königshauses der Anjou-Plantagenet sehen. In der Vergangenheit basierte die Wirtschaft vor allem auf der Champignonzucht für Paris, die in ihrer Hochphase bis zu 600 Personen Arbeit gab; dieser Produktionszweig wurde 1994 aufgegeben.
Loches hat einen Bahnhalt an der Bahnstrecke Joué-lès-Tours–Châteauroux, der im Regionalverkehr mit Zügen des Transport express régional bedient wird.

## Sehenswürdigkeiten

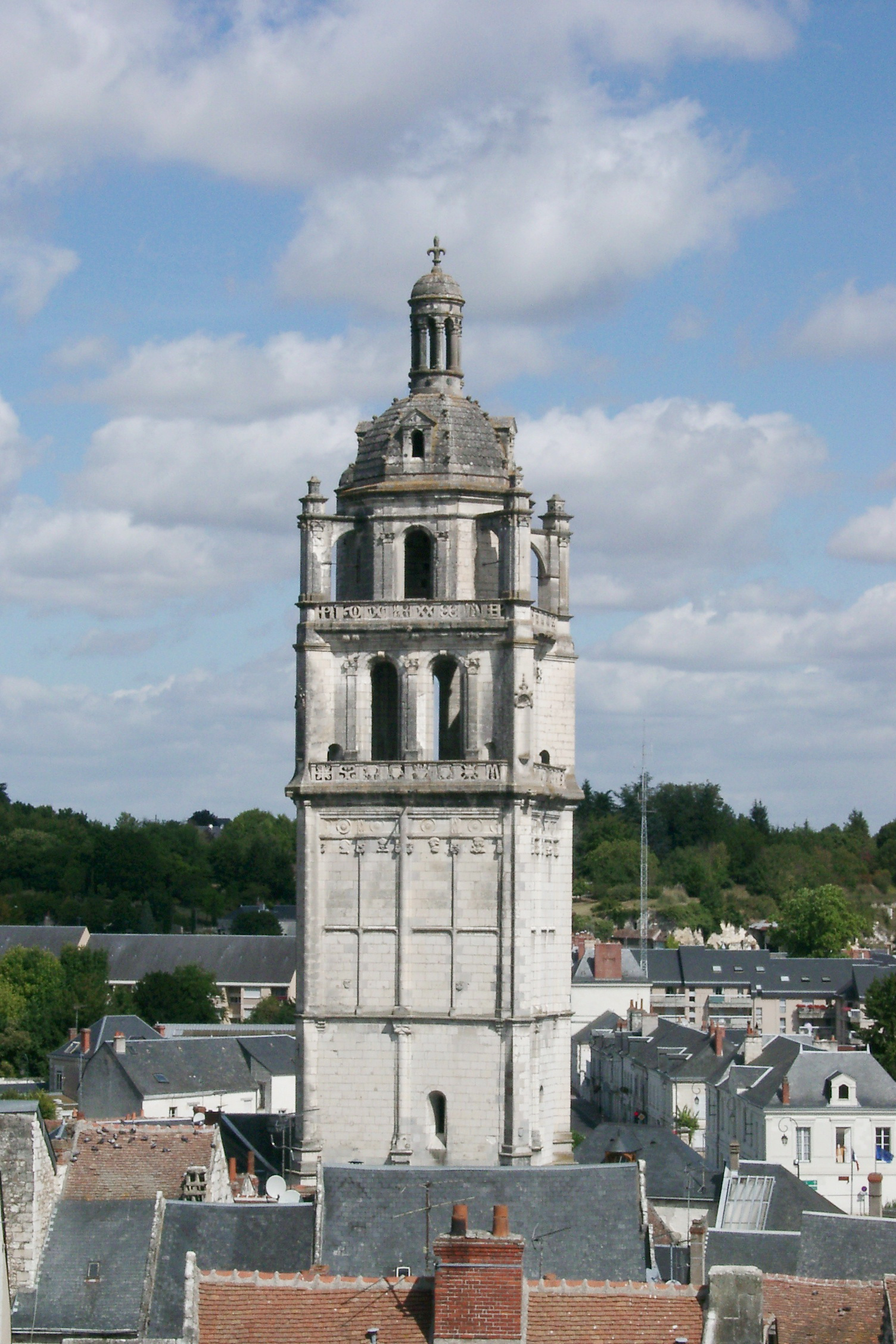
Tour Saint-Antoine

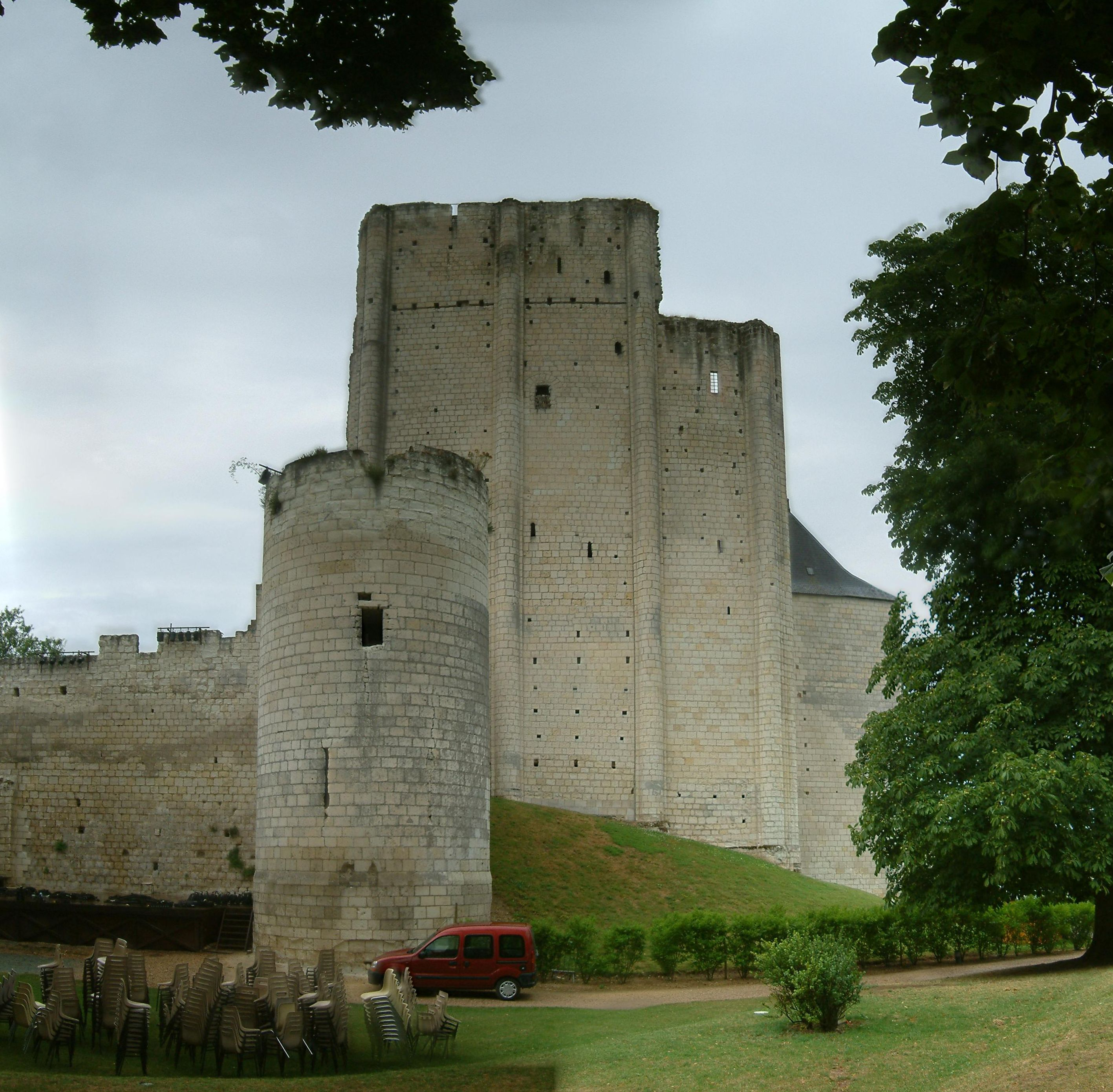
Donjon von Loches

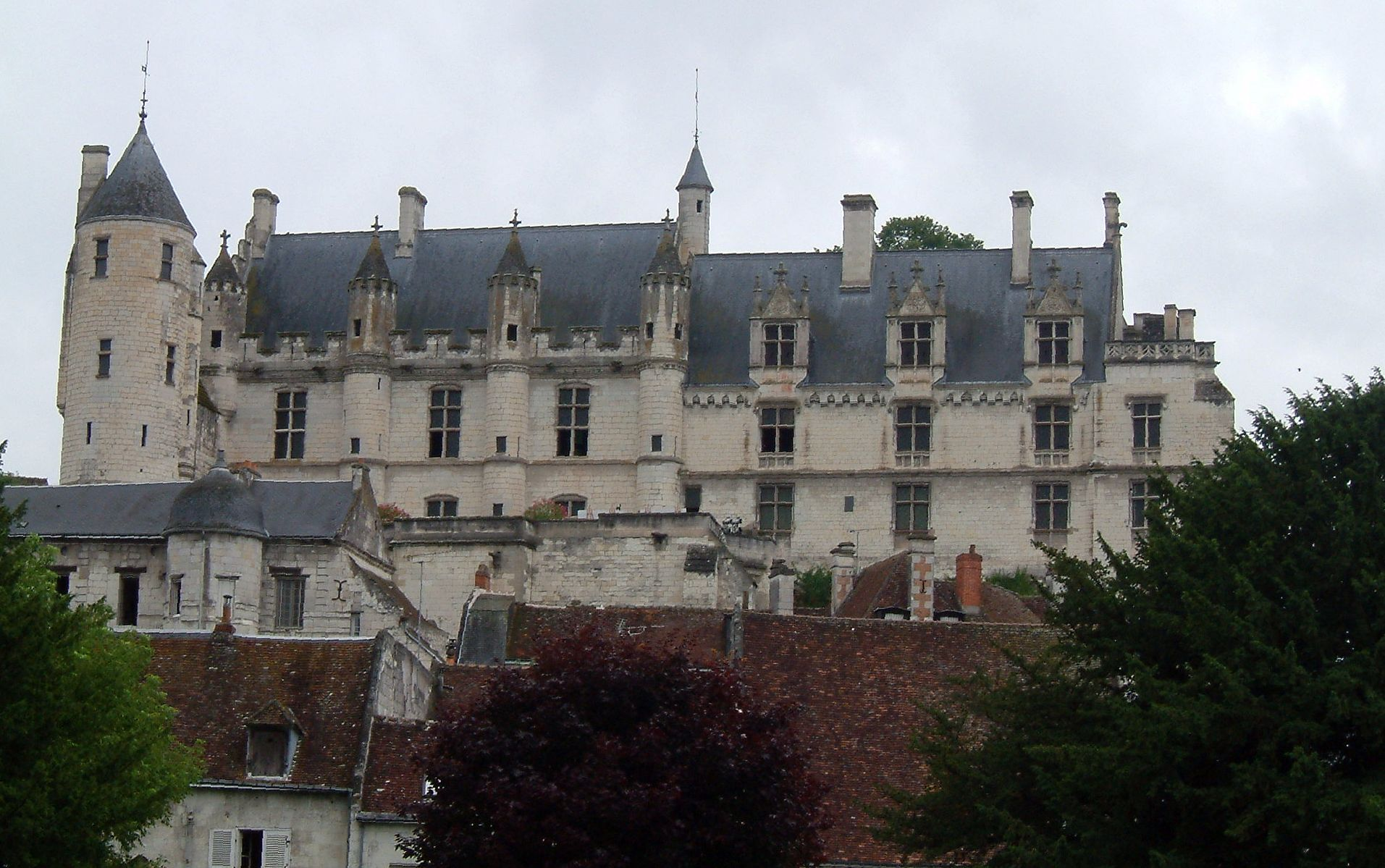
Logis Royal

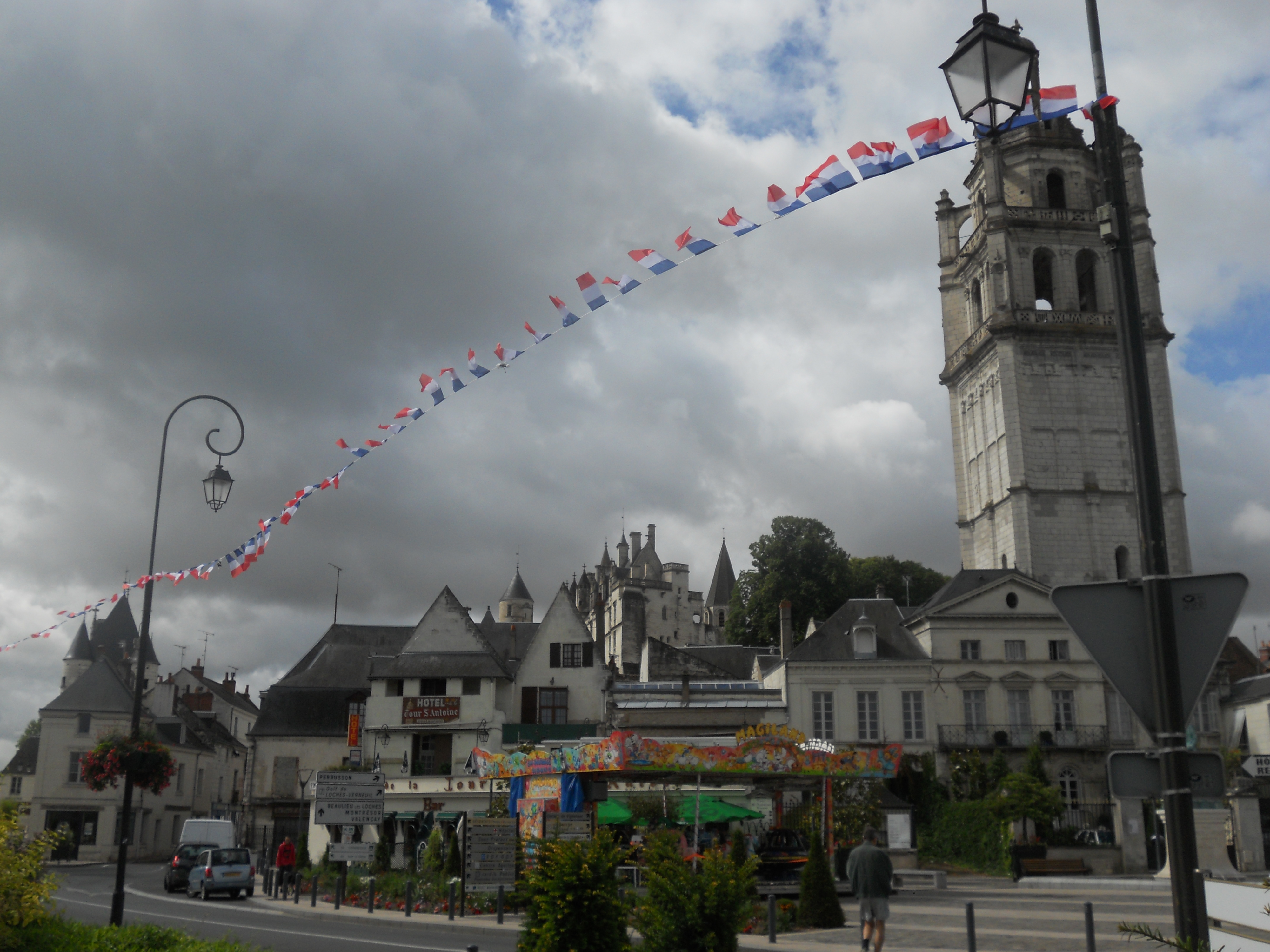
Tour St-Antoine, und Schloss Loches im Hintergrund

- Der Donjon: 36 Meter hoch, viereckiger Grundriss und ausgezeichneter Erhaltungsgrad; wahrscheinlich errichtet von Fulko III. von Anjou im 11. Jahrhundert. Die Festung wurde im 15. Jahrhundert durch Ludwig XI. in ein königliches Gefängnis umgewandelt. Sie beherbergt die Zellen von Philippe de Commynes, des Kardinals Balue und des Herzogs von Mailand, der sich die Zeit mit Wandmalereien vertrieb. 1801 gab Napoleon I. das Staatsgefängnis an das Département weiter. Bis ins Jahr 1926 wurde der Donjon als Gefängnis genutzt. Neben dem Donjon steht noch der Tour Louis XI. aus der Renaissance, der rein militärischen Zwecken diente.
- Das Logis Royal: Errichtet auf einem Bergsporn und von hier aus das Tal der Indre dominierend, war das Logis Royal eine der beliebtesten Residenzen der Valois während des Hundertjährigen Kriegs. Karl VII. ließ Ende des 14. Jahrhunderts einen ersten Bauteil im Militärstil errichten. Seine Nachfolger verlängerten ihn um einen zweiten Flügel mit einer gotischen Fassade im Flamboyantstil. Drei Frauen haben die Geschichte des Logis Royal geprägt: Jeanne d’Arc, Agnès Sorel und Anne de Bretagne.
- Das Porte Royale:Einziger Zugang zur Zitadelle. Es datiert in das 12. und 13. Jahrhundert. Von hier aus gelangt man zur mittelalterlichen Cité mit Donjon, Logis Royal und Stiftskirche Saint-Ours sowie zum Maison Lansyer und zu den Resten der Befestigungsanlagen. Zum Porte Royale gelangt man durch den Garten des Maison Lansyer.
- Die Stiftskirche Saint-Ours: Romanisches und gotisches Bauwerk aus dem 11. und 12. Jahrhundert, dessen Stilmix der langen Bauzeit zu verdanken ist. Portal mit Skulpturen von Menschen und Tieren sowie Resten einer farbigen Bemalung, außerdem zwei achtseitige Türme („Dubes“) aus dem Jahr 1165. Hier befindet sich seit April 2005 das Grab Agnes Sorels.
- Das Maison Lansyer: Wohnhaus des Malers Emmanuel Lansyer.
- Die Kanzlei (Chancellerie) (städtisches Museum) und daneben das Maison du Centaure mit einem Relief von Herkules und einem Zentauren auf der Fassade.
- Der Tour Saint-Antoine: Ehemaliger Kirchturm und Glockenturm der Stadt, 52 Meter hoch. Errichtet zwischen 1529 und 1575, ist er der einzige Renaissance-Glockenturm in der Touraine. Im Allgemeinen nicht der Öffentlichkeit zugänglich. Zwei Caravaggio zugeschriebene Bilder wurden in der Kirche Saint-Antoine gefunden: Pèlerinage de Notre Seigneur à Emmaüs und Saint Thomas mettant son doigt en la plaie du Christ
- Die Porte des Cordeliers aus dem 15. Jahrhundert an der Straße nach Spanien. Der Name rührt vom nahe gelegene Franziskaner-Konvent (Cordeliers).
- Carrière de Vignemont: Ehemaliger Tuffsteinbruch, der in der Vergangenheit nicht nur als Steinbruch diente, sondern mit seinen Höhlen auch als Aufzuchtstation für Champignons und als Rückzugsgebiet bei Gefahr.
- Manoir de Sansac: Kleines Renaissanceschloss von Louis Prévost de Sansac mit einer asymmetrischen Fassade. Hier traf König Franz I. erstmals Kaiser Karl V. Das Schloss ist Privatbesitz.

## Städtepartnerschaften
- Wermelskirchen (Deutschland), seit 1974
- St Andrews (Vereinigtes Königreich)

## Persönlichkeiten
- Fulko III. der Schwarze (972–1040), dessen Grabmal sich in Beaulieu-lès-Loches befindet
- Jean de La Balue (1421–1491), der in Loches eingekerkerte Kardinal
- Philippe de Commynes (um 1447–1511), Diplomat und Historiker, sowie ein Berater der Könige Ludwig XI und Karl VIII
- Ludovico Sforza (1452–1508), Herzog von Mailand, der 1508 in Loches starb
- Agnès Sorel (um 1422–1450), Geliebte Karls VII., wurde in der Kirche Saint-Ours bestattet
- Jean Louis de Nogaret de La Valette (1554–1642), Herzog von Épernon und ein französischer Militär, starb 1642 in Loches in der Verbannung
- Marquis de La Fayette (1757–1834) und Marie de Noailles besaßen ein Landgut, das von Reignac-sur-Indre bis Saint-Hippolyte reichte. Gemeinsam mit seinem Vetter, dem Marquis de Lusignan, hatte er fünf Besitzungen rund um Loches: das Schloss Azay-le-Rideau, das Schloss La Follaine in Azay-sur-Indre, das Schloss Reignac-sur-Indre, das Schloss Vitray in  Saint-Hippolyte und das Schloss l'Epinay in Dolus-le-Sec.
- Alfred de Vigny (1797–1863), Schriftsteller, sein Geburtshaus steht in der Rue des Jeux 27
- Louis Delaporte (1842–1925), Seefahrer, Forscher und Sammler
- Jacques-Elie Lamblardie, Ingenieur, Gründer der École polytechnique
- Emmanuel Lansyer (1835–1893), Maler
- Charles Duverger (1895–1966), Autorennfahrer
- Louis Henri Marie Ferrand (1906–2003), römisch-katholischer Geistlicher, Erzbischof von Tours 1956–1980
- Marcel Couraud (1912–1986), Dirigent
- Gonzague Saint Bris (1948–2017), Schriftsteller und Journalist
- Jean-Paul Penin (* 1949), Dirigent
- Jacques Villeret (1951–2005), Schauspieler
- Daniel Wilson (1840–1919), Abgeordneter von Loches ab 1876, und Schwiegersohn des Präsidenten Jules Grévy, starb in Loches